# Rapana rapiformis
Rapana rapiformis — вид хижих морських скельних равликів з родини Muricidae.